# Planetarno kroženje zraka
Globalna cirkulacija atmosfere oziroma planetarno kroženje zraka je najobsežnejše gibanje zračnih mas, ki zajema cel planet. Ekvatorialno območje je  območje stalnega nizkega zračnega tlaka, ker se tam zrak neprestano segreva, dviga in zato tudi ohlaja. V višinah zrak priteka proti povratnikoma, kjer se spušča, segreva in zato zračna vlaga izhlapi. Nastajajo severovzhodni in jugovzhodni pasatni vetrovi, ki so značilni za subtrobsko območje, kjer prevladuje visok zračni pritisk. Ti vetrovi se vedno premikajo v smeri proti ekvatorju. V zmerno toplem pasu so značilni zahodni vetrovi, ki se srečujejo s polarnimi vzhodnimi vetrovi, kar povzroči nastanek baričnih depresij ali potujočih ciklonov. Ta stik polarnih mas in toplejših vetrov iz zmerno toplega pasu imenujemo polarna fronta.